# Mezquita de Jarque
Mezquita de Jarque ist eine spanische Gemeinde in der Provinz Teruel, die zur Autonomen Region Aragonien gehört. Sie ist Teil der Comarca (Kreis) Cuencas Mineras. Mezquita de Jarque hatte 2024 81 Einwohner. 

## Lage
Mezquita de Jarque liegt circa 50 Kilometer nordnordöstlich der Provinzhauptstadt Teruel in einer Höhe von ca. 1250 m. 

## Bevölkerungsentwicklung
| Jahr      | 1970 | 1981 | 1991 | 2001 | 2011 | 2021 |
| Einwohner | 261  | 204  | 178  | 135  | 116  | 87   |

## Sehenswürdigkeiten
- Laurentiuskirche (Iglesia de San Lorenzo Martír)
- Marienkapelle

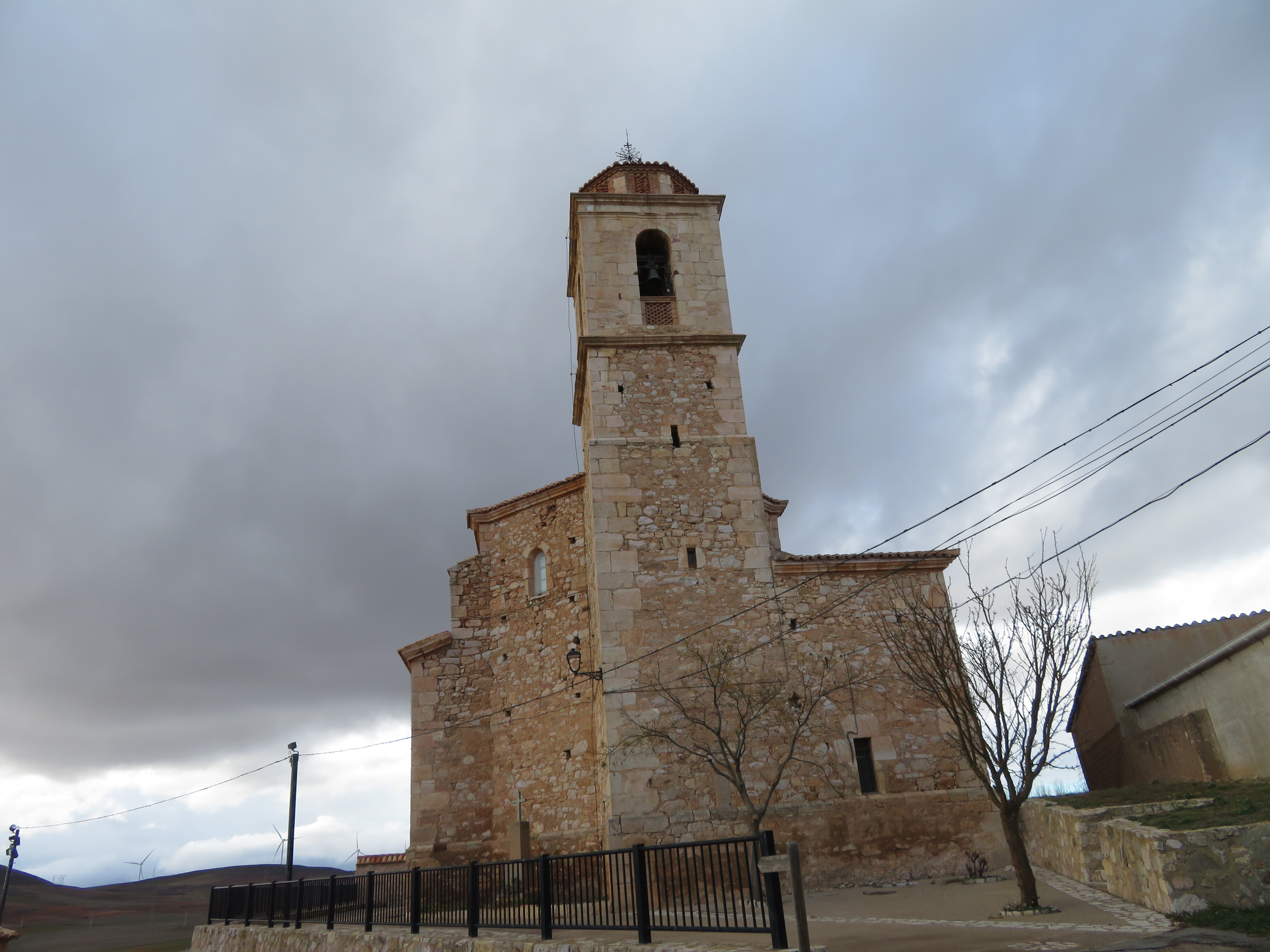
Laurentiuskirche
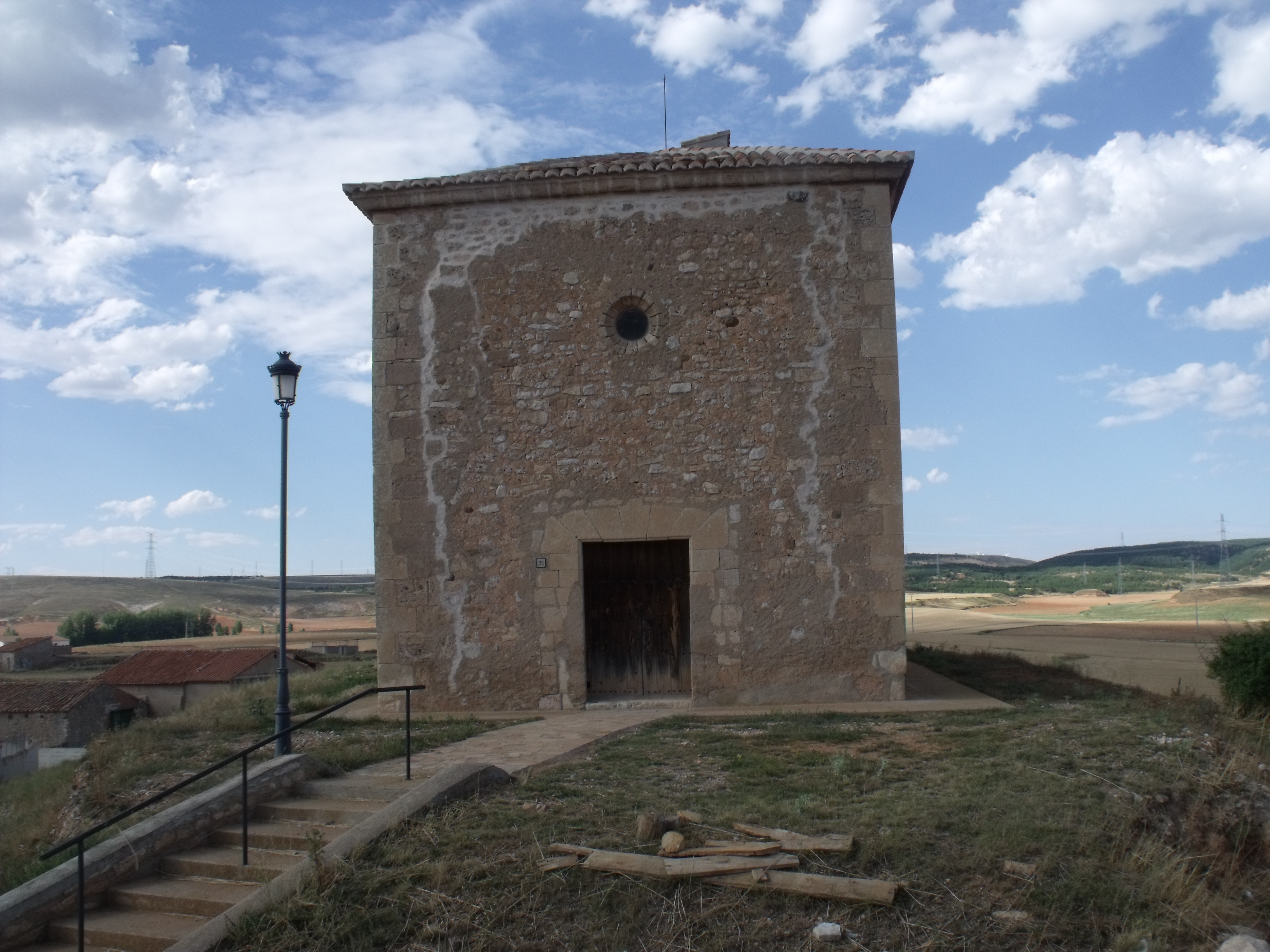
Marienkapelle
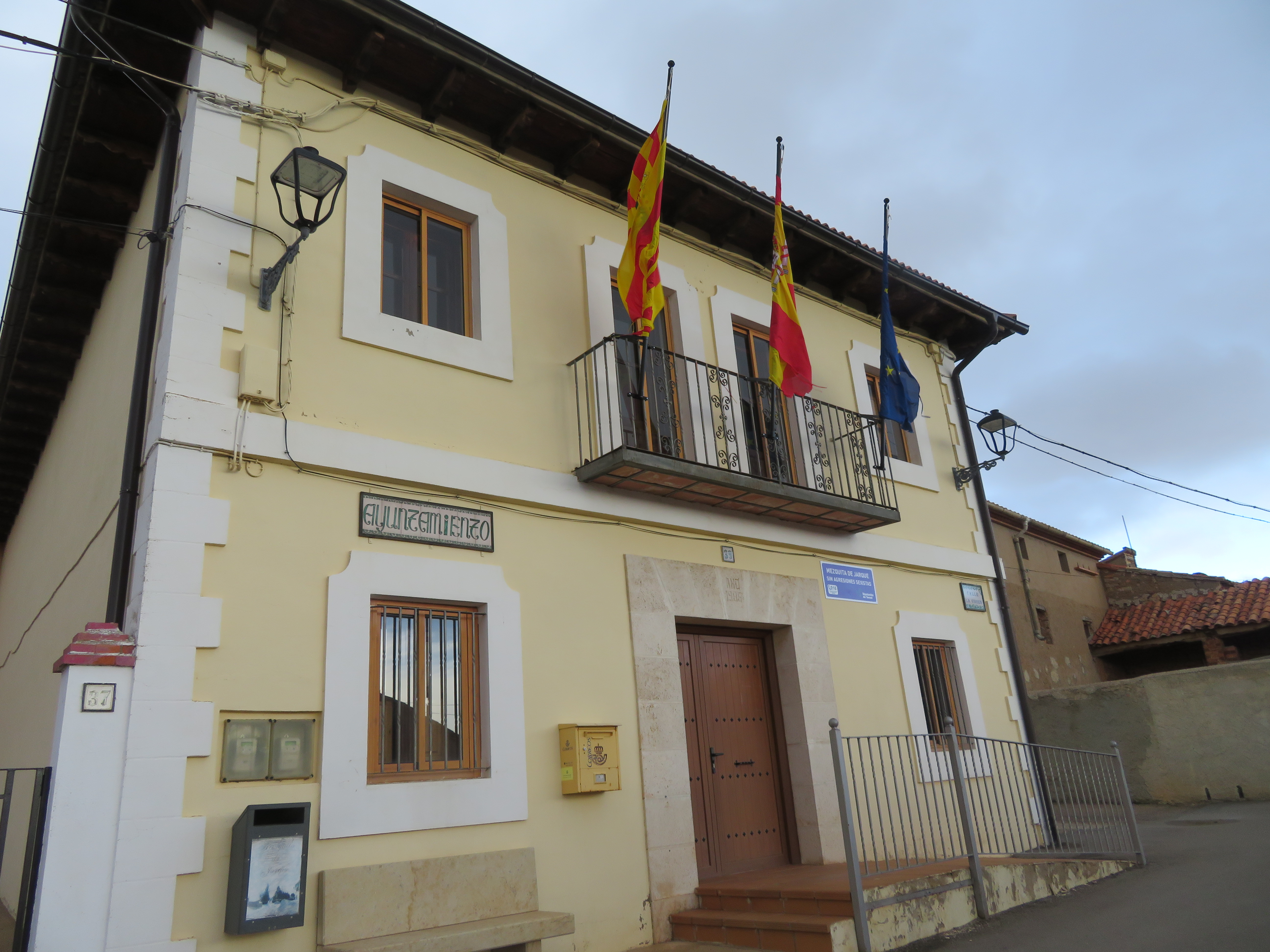
Rathaus

## Persönlichkeiten
- Victorio Oliver Domingo (* 1929), römisch-katholischer Geistlicher, Bischof von Tarazona (1976–1981), Albacete (1981–1996) und Orihuela-Alicante (1996–2005)